# 马尔科·皮亚察
马尔科·皮亚察（發音：[mâːrko pjâtsa]；1995年5月6日—）是一位克羅地亞足球運動員。司职翼鋒。現時效力於克甲球隊列積卡。他曾代表克羅地亞參加2016歐洲國家盃與2018世界盃。

## 榮譽

### 球會
尤文圖斯
- 意大利足球甲级联赛冠軍：2016-17賽季
- 意大利盃冠軍：2016-17賽季

### 國家隊
克羅埃西亞
- 國際足協世界盃亞軍：2018年

### 個人
- 布拉尼米爾大公勳章：2018年